# Giovanni Aleotti
Giovanni Aleotti (ur. 25 maja 1999 w Mirandoli) – włoski kolarz szosowy.

## Osiągnięcia
2017
- 3. miejsce w Trofeo Guido Dorigo

2019
- 3. miejsce w Trofeo Piva
- 1. miejsce w Trofeo Edil C
- 2. miejsce w Giro del Belvedere
- 3. miejsce w Gran Premio Palio del Recioto
- 2. miejsce w Karpackim Wyścigu Kurierów
- 2. miejsce w mistrzostwach Włoch U23 (jazda indywidualna na czas)
- 2. miejsce w Grand Prix de Poggiana
- 2. miejsce w Tour de l’Avenir

2020
- 1. miejsce w mistrzostwach Włoch U23 (start wspólny)

2021
- 1. miejsce w Sibiu Cycling Tour
  - 1. miejsce w klasyfikacji młodzieżowej
  - 1. miejsce na 1. etapie
- 3. miejsce w Settimana Ciclistica Italiana
  - 1. miejsce w klasyfikacji młodzieżowej
- 2. miejsce w Circuito de Getxo

2022
- 1. miejsce w Sibiu Cycling Tour
  - 1. miejsce w klasyfikacji punktowej
  - 1. miejsce na etapach 2. i 3a

## Rankingi
| Rok             | 2018  | 2019 | 2020 | 2021 | 2022 | 2023 | 2024 |
| --------------- | ----- | ---- | ---- | ---- | ---- | ---- | ---- |
| World Ranking   | 2438. | 273. | 494. | 139. | 214. | 331. | 184. |
| UCI Europe Tour | 1631. | 221. | 405. | 118. | 175. | -    | -    |
|                 |       |      |      |      |      |      |      |
| Źródło: UCI     |       |      |      |      |      |      |      |